# Таблиця Шульте
Таблиці Шульте (англ. Schulte Table) — таблиці з випадково розташованими об'єктами (зазвичай числами або буквами), які використовуються для тестування і розвитку швидкості знаходження цих об'єктів у певному порядку. Вправи з таблицями дозволяють поліпшити периферійне зорове сприйняття, що важливо, наприклад, для швидкочитання.

## Приклад
| 20 | 13 | 16 | 9  | 17 |
| 7  | 10 | 14 | 8  | 4  |
| 15 | 24 | 11 | 6  | 23 |
| 22 | 25 | 18 | 2  | 1  |
| 12 | 21 | 3  | 19 | 5  |
| -- | -- | -- | -- | -- |

Найпростіша таблиця Шульте являє собою квадратний листок паперу шириною з книжкову сторінку, умовно розділений на 25 однакових квадратних осередків (5 рядів і 5 стовпців), в які шрифтом звичайного книжкового розміру безладно вписані числа від 1 до 25. (При відтворенні таблиць Шульте на комп'ютерних моніторах необхідне їх масштабування відповідно до розміру екрана.)

## Тренування
- Відстань від таблиці до очей має бути такою ж, як і при читанні книги, тобто приблизно 30-35 см.
- Перед початком роботи з таблицею погляд фіксується в її центрі і більше не зрушується.
- Знаходити числа потрібно в зростаючому порядку від 1 до 25, без пропусків, з максимальною швидкістю, бажано не промовляючи числа ні про себе, ні вголос. Дуже важливо уникати пересувань погляду з центру і шукати числа тільки периферійним зором.
- Час і періодичність тренувань потрібно вибирати так, щоб уникнути перевтоми. Зазвичай не більше 10 таблиць на день.
- У міру розвитку навички переходять до таблиць з кількістю осередків 6×6, 7×7, 8×8, відповідно збільшуючи і розмір квадрата.

Тоні Бьюзен відзначав, що в комп'ютерних програмах, коли на цифру вказуєш курсором, очі мимоволі йдуть за ним. Це не сприяє розширенню поля сприйняття. Тому до комп'ютерних варіантів таблиць треба ставитись з обережністю.